# Swedish Open 2019
Swedish Open 2019 byl společný tenisový turnaj mužského okruhu ATP Tour a ženského okruhu WTA 125K, hraný na otevřených antukových dvorcích s centrálním kurtem Båstad Tennis Stadium pro pět tisíc diváků. Konal se mezi 8. až 21. červencem 2019 ve švédském Båstadu jako 72. ročník mužského a 10. ročník ženského turnaje.
Mužská polovina se řadila do kategorie ATP Tour 250 a její dotace činila 586 140 eur. Obnovená ženská část disponivala rozpočtem 125 000 dolarů a byla součástí série WTA 125K.
Nejvýše nasazenými hráči v soutěžích dvouher se stali třicátý čtvrtý hráč žebříčku Cristian Garín z Chile a světová sedmasedmdesátka Sorana Cîrsteaová z Rumunska. Jako poslední přímí účastníci do dvouher nastoupili 113. tenista pořadí Rakušan Dennis Novak a 389. žena klasifikace Alison Baiová z Austrálie.
Premiérový singlový titul na okruhu ATP Tour vybojoval Chilan Nicolás Jarry. Druhou trofej ze série WTA 125K si odvezla 28letá Japonka Misaki Doiová, figurující v první polovině druhé světové stovky.
Mužskou čtyřhru ovládl belgický pár Sander Gillé a Joran Vliegen, jehož členové získali první turnajová vítězství na túře ATP. Ženskou deblovou soutěž vyhrál japonsko-ruský pár Misaki Doiová a Natalja Vichljancevová.

## Rozdělení bodů a finančních odměn

### Rozdělení bodů
| Soutěž       | vítězové | finalisté | semifinalisté | čtvrtfinalisté | 16 v kole | 32 v kole | Q  | Q2 | Q1 |
| ------------ | -------- | --------- | ------------- | -------------- | --------- | --------- | -- | -- | -- |
| dvouhra mužů | 250      | 150       | 90            | 45             | 20        | 0         | 12 | 6  | 0  |
| čtyřhra mužů | 250      | 150       | 90            | 45             | 0         | —         | —  | —  | —  |
| dvouhra žen  | 160      | 95        | 57            | 29             | 15        | 1         | —  | —  | —  |
| čtyřhra žen  | 160      | 95        | 57            | 29             | 1         | —         | —  | —  | —  |

### Finanční odměny
| Soutěž                                | vítězové | finalisté | semifinalisté | čtvrtfinalisté | 16 v kole | 32 v kole | Q2      | Q1      |
| ------------------------------------- | -------- | --------- | ------------- | -------------- | --------- | --------- | ------- | ------- |
| dvouhra mužů                          | 90 390 € | 48 870 €  | 26 990 €      | 15 335 €       | 8 815 €   | 5 285 €   | 2 555 € | 1 280 € |
| dvouhra žen                           | 20 000 $ | 11 000 $  | 6 500 $       | 4 000 $        | 2 325 $   | 1 175 $   | —       | —       |
| čtyřhra mužů                          | 29 650 € | 15 200 €  | 8 240 €       | 4 710 €        | 2 760 €   | —         | —       | —       |
| čtyřhra žen                           | 5 500 $  | 2 700 $   | 1 400 $       | 750 $          | 450 $     | —         | —       | —       |
| částka ve čtyřhrách je uvedena na pár |          |           |               |                |           |           |         |         |

## Dvouhra mužů

### Nasazení
| Stát                            | Hráč                 | ATP | Nasazení |
| ------------------------------- | -------------------- | --- | -------- |
| Chile                           | Cristian Garín       | 34. | 1.       |
| Španělsko                       | Fernando Verdasco    | 37. | 2.       |
| Uruguay                         | Pablo Cuevas         | 45. | 3.       |
| Francie                         | Richard Gasquet      | 47. | 4.       |
| Chile                           | Nicolás Jarry        | 53. | 5.       |
| Argentina                       | Juan Ignacio Londero | 60. | 6.       |
| Norsko                          | Casper Ruud          | 62. | 7.       |
| Portugalsko                     | João Sousa           | 69. | 8.       |
| Žebříček ATP k 1. červenci 2019 |                      |     |          |

### Jiné formy účasti
Následující hráčí obdrželi divokou kartu do hlavní soutěže:
- Alejandro Davidovich Fokina
- Elias Ymer
- Mikael Ymer

Následující hráči nastoupili do hlavní soutěže pod žebříčkovou ochranou:
- Steve Darcis
- Jozef Kovalík

Následující hráči postoupili z kvalifikace:
- Facundo Argüello
- Pablo Carreño Busta
- Constant Lestienne
- Bernabé Zapata Miralles

### Odhlášení
před zahájením turnaje
- Matteo Berrettini → nahradil jej  Thiago Monteiro
- Lorenzo Sonego → nahradil jej  Dennis Novak

### Skrečování
- Ernests Gulbis

## Mužská čtyřhra

### Nasazení
| Stát                                                                                     | Hráč              | Stát       | Hráč                | ATP  | Nasazení |
| ---------------------------------------------------------------------------------------- | ----------------- | ---------- | ------------------- | ---- | -------- |
| Česko                                                                                    | Roman Jebavý      | Nizozemsko | Matwé Middelkoop    | 96.  | 1.       |
| Brazílie                                                                                 | Marcelo Demoliner | Chile      | Nicolás Jarry       | 111. | 2.       |
| Argentina                                                                                | Federico Delbonis | Argentina  | Horacio Zeballos    | 132. | 3.       |
| Čínská Tchaj-pej                                                                         | Sie Čeng-pcheng   | Indonésie  | Christopher Rungkat | 132. | 4.       |
| Žebříček ATP k 1. červenci 2019; číslo je součtem žebříčkového postavení obou členů páru |                   |            |                     |      |          |

### Jiné formy účasti
Následující páry obdržely divokou kartu do hlavní soutěže:
- Markus Eriksson /  André Göransson
- Elias Ymer /  Mikael Ymer

## Ženská dvouhra

### Nasazení
| Stát                            | Hráčka                 | WTA  | Nasazení |
| ------------------------------- | ---------------------- | ---- | -------- |
| Rumunsko                        | Sorana Cîrsteaová      | 77.  | 1.       |
| Švýcarsko                       | Jil Teichmannová       | 89.  | 2.       |
| Španělsko                       | Aliona Bolsovová       | 92.  | 3.       |
| Německo                         | Mona Barthelová        | 96.  | 4.       |
| Francie                         | Fiona Ferrová          | 100. | 5.       |
| Rusko                           | Natalja Vichljancevová | 105. | 6.       |
| Kazachstán                      | Jelena Rybakinová      | 109. | 7.       |
| Srbsko                          | Aleksandra Krunićová   | 113. | 8.       |
| Žebříček WTA k 1. červenci 2019 |                        |      |          |

### Jiné formy účasti
Následující hráčky obdržely divokou kartu do hlavní soutěže:
- Mirjam Björklundová
- Susanne Celiková
- Caijsa Hennemannová
- Cornelia Listerová

### Odhlášení
před zahájením turnaje
- Paula Badosová → nahradila ji  Kimberley Zimmermannová
- Ana Bogdanová → nahradila ji  Katarzyna Kawaová
- Marie Bouzková → nahradila ji  Johanna Larssonová
- Beatriz Haddad Maiová → nahradila ji  Jekatěrine Gorgodzeová
- Polona Hercogová → nahradila ji  Tereza Mrdežová
- Ivana Jorovićová → nahradila ji  Danka Kovinićová
- Kaja Juvanová → nahradila ji  Jana Čepelová
- Barbora Krejčíková → nahradila ji  Dalma Gálfiová
- Kristýna Plíšková → nahradila ji  Andrea Gámizová
- Anastasija Potapovová → nahradila ji  Başak Eraydınová
- Anna Karolína Schmiedlová → nahradila ji  Anhelina Kalininová
- Laura Siegemundová → nahradila ji  Anna Zajová
- Čang Šuaj → nahradila ji  Paula Ormaecheaová
- Tamara Zidanšeková → nahradila ji  Sara Erraniová

## Ženská čtyřhra

### Nasazení
| Stát                                                                                     | Hráčka              | Stát       | Hráčka             | WTA  | Nasazení |
| ---------------------------------------------------------------------------------------- | ------------------- | ---------- | ------------------ | ---- | -------- |
| Španělsko                                                                                | Lara Arruabarrenová | Švédsko    | Johanna Larssonová | 87.  | 1.       |
| Chile                                                                                    | Alexa Guarachiová   | Černá Hora | Danka Kovinićová   | 163. | 2.       |
| Německo                                                                                  | Mona Barthelová     | Švýcarsko  | Xenia Knollová     | 171. | 3.       |
| Švédsko                                                                                  | Cornelia Listerová  | Česko      | Renata Voráčová    | 173. | 4.       |
| Žebříček WTA k 1. červenci 2019; číslo je součtem žebříčkového postavení obou členů páru |                     |            |                    |      |          |

### Jiné formy účasti
Následující pár obdržel divokou kartuová do hlavní soutěže:
- Caijsa Hennemannová /  Fanny Östlundová

## Přehled finále

### Mužská dvouhra
- Nicolás Jarry vs.  Juan Ignacio Londero, 7–6(9–7), 6–4

### Ženská dvouhra
- Misaki Doiová vs.  Danka Kovinićová, 6–4, 6–4

### Mužská čtyřhra
- Sander Gillé /  Joran Vliegen vs.  Federico Delbonis /  Horacio Zeballos, 6–7(5–7), 7–5, [10–5]

### Ženská čtyřhra
- Misaki Doiová /  Natalja Vichljancevová vs.  Alexa Guarachiová /  Danka Kovinićová, 7–5, 6–7(4–7), [10–7]